# 델포이 신탁

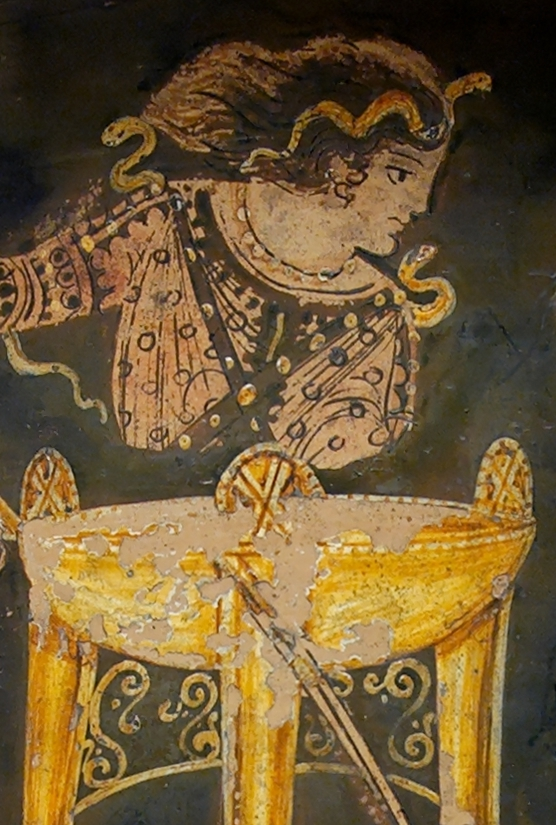

델포이 신탁은 고대 그리스 도시인 델포이에 있던 아폴론의 성소에서 아폴론이 내리던 예언을 지칭한다. 신탁이라고 옮겨지는 라틴어 oraculum에서 유래한 서구어 oracle은 신탁 자체 뿐만 아니라 이 신탁을 받아 전하는 사람을 가리키는 말이기도 하다. 델포이의 신탁을 받아 전하던 여사제를 피티아 또는 퓌티아(헬라스어 Πυθία)라고 부른다. 퓌티아라는 명칭은 아폴론에게 죽은 괴물 뱀의 이름인 "퓌톤"으로부터 유래했을 것이다. 이 뱀은 아폴론 성소 자리에 있던 동굴에 은거하면서 파르나수스 산 주변 지역 주민들을 두렵게 했다. 한편 델포이 시의 이름이 아르카이크 시대에는 "퓌토"라고 불렸으므로 퓌티아란 명칭은 이 옛 지명에서 유래했을 수도 있다.

## 퓌티아의 선택과 그 역할
퓌티아는 델포이의 사제들에 의해서 신중하게 선택되었는데, 이 사제들은 퓌티아가 받은 신탁을 정리하고 해석하여 전달하는 자들이었다. 퓌티아는 합법적인 출생자여야 했으며, 검소한 양육 속에 자라나서 그것이 몸에 배어 있어야 했다. 처녀이거나 혹은 적어도 임명된 뒤에는 신의 배우자로서 독신과 정절을 유지해야 했다. 사제들은 가난한 집에서 자라난 여자들 중에서 퓌티아를 구했는데, 이는 퓌티아가 신이 말하는 대로 따라서 말할 줄 아는 것 외에는 세상 만사에 대해 무지해야 했기 때문이다. 아르카이크 시대에는 순결의 상징으로서 젊은 처녀가 퓌티아로 뽑히는 전통이 세워졌으나 이 기준은 점차로 폐기되고 정절의 모델이 되는 한 혼인 여부 및 연령에 관계 없이 선택되었다.
그 자신이 서기 105-126년에 델포이의 아폴론 사제였던 플루타르코스는 그 당시 퓌티아 선택의 규칙을 언급하였다.
"퓌티아는 가장 정직하고도 가장 존경받는 가정 출신으로서 그 자신이 아무런 책 잡힐 것이 없는 삶을 살았어야 한다... 그는 예언의 자리를 계승하면서, 어떤 기술이나 또는 그 외의 지식을 전혀 지니고 있지 않아야 했다... 그는 오직 처녀의 영혼만을 가지고 신에게로 다가가는 것이다."
신탁을 구하는 많은 청원자들에게 응하기 위해서 델포이 성소에는 세 명의 퓌티아, 즉 두 명의 정식 퓌티아와 한 명의 보조 퓌티아가 동시에 그 직을 수행하였다. 피티아는 역사적으로 고대 지중해에서 영향력 있는 여성 종교인이었다. 피티아의 경력에 대해서는 자유와 보상이 공적, 사적으로 제공되었다.

## 같이 보기
- 아폴론 신전